# جایزه سروانتس
جایزهٔ میگل دو سروانتس (به اسپانیایی: Premio Miguel de Cervantes) جایزه‌ای است در حوزه ادبیات اسپانیایی که هر ساله توسط وزارت فرهنگ اسپانیا به نویسندگان برگزیده اعطا می‌شود. این جایزه را به یاد میگل سروانتس نام نهاده‌اند و ارزش مالی آن ۹۰٬۰۰۰ یورو است، ولی سال۲۰۱۴ به «النا پونیاتوسکا» نویسنده و روزنامه‌نگار مکزیکی ۱۲۵۰۰۰ یورو اهدا شد.

## تاریخچه
جایزهٔ ادبی سروانتس در سال ۱۹۷۶ بنیاد گذاشته شد. این جایزه برای مجموعه آثار یک نویسنده هر سال در مادرید پایتخت اسپانیا اهدا می‌شود.
این جایزه که از جمله معتبرترین جوایز ادبی دنیاست، هر سال در سالگرد درگذشت «میگل دو سروانتس»؛ نویسندهٔ مشهور قرن هفدهم کتاب «دن کیخوته» در ماه آوریل توسط وزارت فرهنگ اسپانیا اهدا می‌شود.
مراسم اهدای جایزه سروانتس در دانشگاه مرکزی شهر آلکالا دهنارس، محل تولد میگوئل دوسروانتس برگزار می‌شود.

## اعتبار
جایزهٔ ادبی سروانتس که به نوبل ادبیات اسپانیا نیز شهرت دارد، با اهدای جوایز چشمگیر با ارزش مالی زیاد جای معتبری به دست آورده است. جایزهٔ «سروانتس» در ادبیات اسپانیایی‌زبان به لحاظ ارزش فرهنگی و حتی مادی با جایزهٔ نوبل ادبیات برابری می‌کند. این جایزه به همراه جایزه نقدی ۱۹۳٫۰۰۰ دلاری اهدا می‌شود.
این جایزه یک جایزهٔ بین‌المللی است و تنها شرط شرکت در رقابت نویسندگان، نوشتن به زبان اسپانیایی یا ترجمهٔ اسپانیایی کتاب است. به همین دلیل در طول دوران اهدای این جایزه، تقریباً همهٔ برندگان آن، به جز اسپانیایی‌ها از آمریکای جنوبی بوده‌اند.
چون ملاک اصلی جایزهٔ سروانتس زبان مبنا برای رقابت است، به این دلیل می‌توان گفت به جایزهٔ من بوکر شباهت دارد.

## برندگان
از برندگان پیشین این جایزه می‌توان به خورخه لوئیس بورخس از آرژانتین، ماریو بارگاس یوسا از پرو و کارلوس فوئنتس از مکزیک، مارگارت آتوود و خوزه امیلیو پاچکو برنه اشاره کرد.
| سال  | نام برنده | نام برنده              | ملیت     |
| ---- | --------- | ---------------------- | -------- |
| ۱۹۷۶ |           | خورخه گیلن             | اسپانیا  |
| ۱۹۷۷ |           | آلخو کارپانتیه         | کوبا     |
| ۱۹۷۸ |           | داماسو آلونسو          | اسپانیا  |
| ۱۹۷۹ |           | خورخه لوئیس بورخس      | آرژانتین |
| ۱۹۷۹ |           | خراردو دیگو            | اسپانیا  |
| ۱۹۸۰ |           | خوان کارلوس اونتی      | اروگوئه  |
| ۱۹۸۱ |           | اکتاویو پاز            | مکزیک    |
| ۱۹۸۲ |           | لوییز روسالس           | اسپانیا  |
| ۱۹۸۳ |           | رافائل آلبرتی          | اسپانیا  |
| ۱۹۸۴ |           | ارنستو ساباتو          | آرژانتین |
| ۱۹۸۵ |           | گنزالو تورنته بایستر   | اسپانیا  |
| ۱۹۸۶ |           | آنتونیو بوئرو بایخو    | اسپانیا  |
| ۱۹۸۷ |           | کارلوس فوئنتس          | مکزیک    |
| ۱۹۸۸ |           | ماریا زامبرانو         | اسپانیا  |
| ۱۹۸۹ |           | آگوستو روا باستوس      | پاراگوئه |
| ۱۹۹۰ |           | آدولفو بیوئی کاسارس    | آرژانتین |
| ۱۹۹۱ |           | فرانسیسکو آیالا        | اسپانیا  |
| ۱۹۹۲ |           | دولس ماریا لویاناز     | کوبا     |
| ۱۹۹۳ |           | میگل دلیبس             | اسپانیا  |
| ۱۹۹۴ |           | ماریو بارگاس یوسا      | پرو      |
| ۱۹۹۵ |           | کامیلو خوزه سلا        | اسپانیا  |
| ۱۹۹۶ |           | خوزه گارسیا نیه‌تو      | اسپانیا  |
| ۱۹۹۷ |           | گیلرمو کابررا اینفانته | کوبا     |
| ۱۹۹۸ |           | خوزه ایه‌رو             | اسپانیا  |
| ۱۹۹۹ |           | خورخه ادواردز          | شیلی     |
| ۲۰۰۰ |           | فرانسیسکو اومبرال      | اسپانیا  |
| ۲۰۰۱ |           | آلبارو موتیس           | کلمبیا   |
| ۲۰۰۲ |           | خوزه خیمنز لوزانو      | اسپانیا  |
| ۲۰۰۳ |           | گونزالو روخاس          | شیلی     |
| ۲۰۰۴ |           | رافائل سانچر فرلوسیو   | اسپانیا  |
| ۲۰۰۵ |           | سرخیو پیتول            | مکزیک    |
| ۲۰۰۶ |           | آنتونیو گاموندو        | اسپانیا  |
| ۲۰۰۷ |           | خوان گلمن              | آرژانتین |
| ۲۰۰۸ |           | خوان مارسه             | اسپانیا  |
| ۲۰۰۹ |           | خوزه امیلیو پاچکو      | مکزیک    |
| ۲۰۱۰ |           | آناماریا ماتوته        | اسپانیا  |
| ۲۰۱۱ |           | نیکانور پارا           | شیلی     |
| ۲۰۱۲ |           | خوزه مانوئل کابایرو    | اسپانیا  |
| ۲۰۱۳ |           | النا پونیا توسکا       | مکزیک    |

## پی‌نوشت
1. ↑  ملاحسینی، «آشنایی با جایزه‌ی…»، همشهری آنلاین.
2. ↑  ملاحسینی، «آشنایی با جایزه‌ی…»، همشهری آنلاین.
3. ↑  ملاحسینی، «آشنایی با جایزه‌ی…»، همشهری آنلاین.
4. ↑  ملاحسینی، «آشنایی با جایزه‌ی…»، همشهری آنلاین.
5. ↑  ملاحسینی، «آشنایی با جایزه‌ی…»، همشهری آنلاین.
6. ↑  ملاحسینی، «آشنایی با جایزه‌ی…»، همشهری آنلاین.
7. ↑  ملاحسینی، «آشنایی با جایزه‌ی…»، همشهری آنلاین.
8. ↑  ملاحسینی، «آشنایی با جایزه‌ی…»، همشهری آنلاین.
9. ↑  Ex-aequo award.